# Rei de Armas

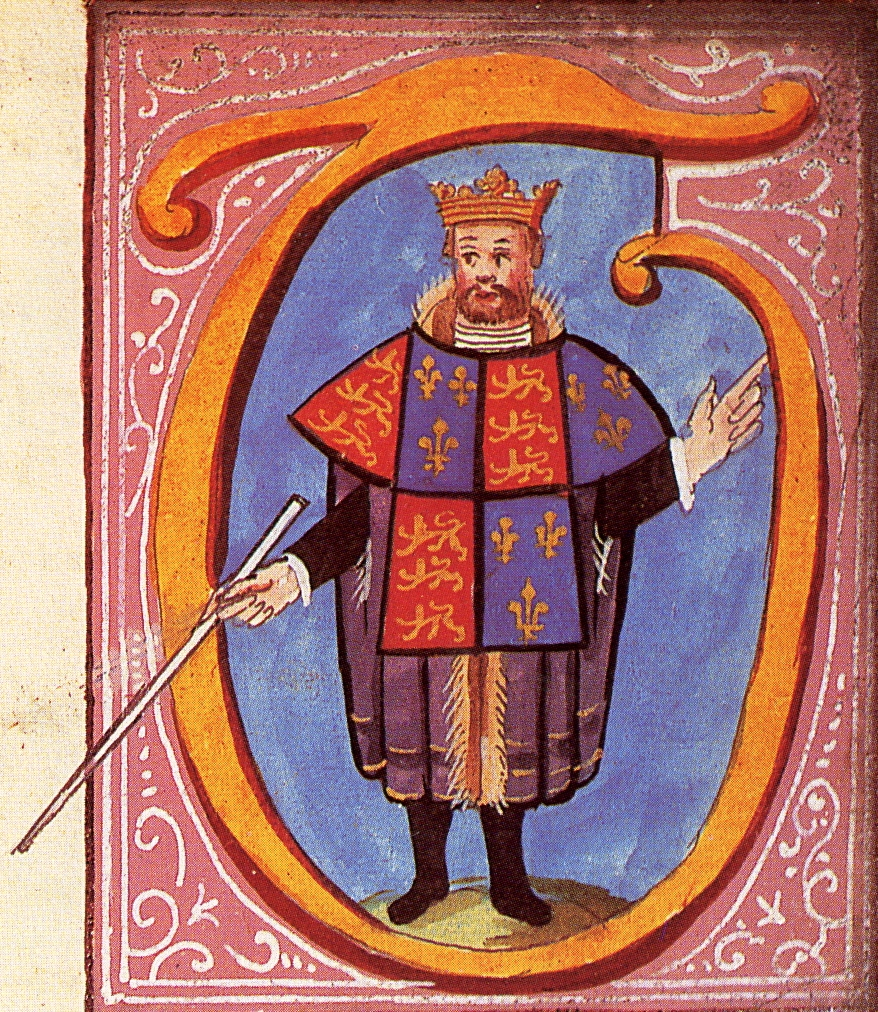
Thomas Hawley, Clarenceux Rei de Armas.

Rei de armas constitui a categoria mais elevada de oficial de armas, no âmbito da heráldica. Aos reis de armas está confiada a autoridade para o registo de brasões, a elaboração de cartas de brasão de armas, a certificação de genealogias e títulos nobiliárquicos e a garantia do cumprimento das leis heráldicas.
Na hierarquia dos oficiais de armas, abaixo dos reis de armas situavam-se os arautos e abaixo destes os passavantes.

## Funções
O rei de armas era um título de dignidade e honra que davam os reis aos cavaleiros mais esforçados que eram responsáveis por alertar sobre as façanhas militares de outros e depor sobre eles para a sua remuneração e recompensa, decidir em causas duvidosas dos feitos de armas, denunciar as guerras, assentar paz, assistir aos conselhos de guerra e interpretar as letras escritas em língua estrangeira aos reis. Suas insígnias eram as armas e brasão do imperador ou rei, sem nenhuma ofensiva pois não guerreavam.
Este cargo teve muitas prerrogativas e grande importância nos últimos séculos da Idade Média, especialmente na organização dos torneios e na formulação das suas regras.
A eles se devem os primeiros livros de Heráldica entre os quais foram célebres o livro do Heraldo Berry, primeiro heraldo de Carlos VII da França e o de Heraldo Sicilia que o foi de Afonso V de Aragão, ambos da primeira metade do século XV.

## Reis de armas em diversos estados

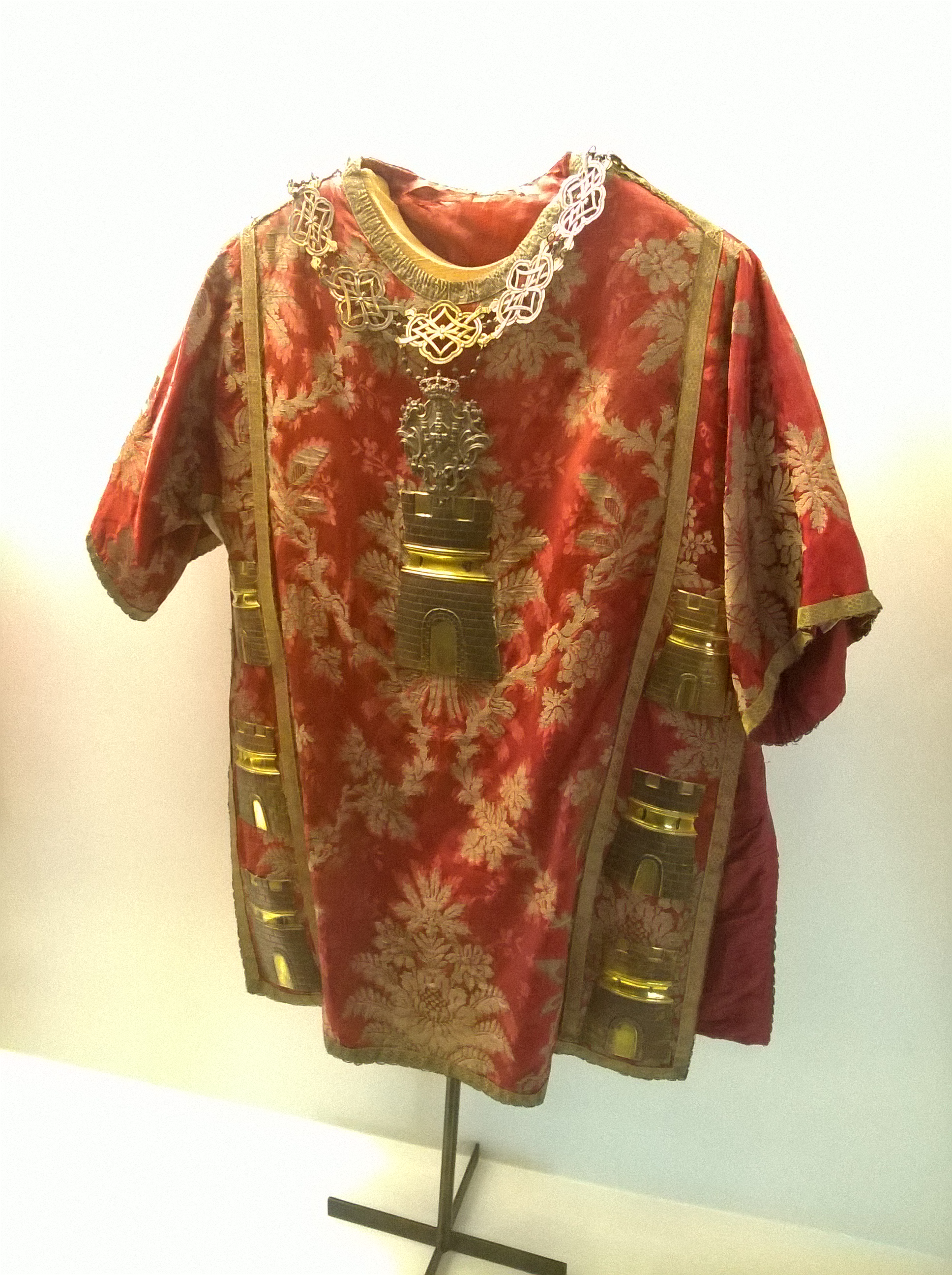
Tabardo e colar de um rei de armas português do século XVIII, Museu Nacional dos Coches, Lisboa.

### Portugal
Em Portugal, o ofício foi organizado de forma sistemática pela primeira vez sob as ordens de Dom Manuel I, fazendo reunir todos os brasões, insígnias e letreiros, para acabar com o livre-arbítrio no uso das armas e concessão de brasões. Provavelmente, o primeiro Rei de Armas de Portugal teria sido António Godinho, mas seus escritos desapareceram no Terramoto de 1755. Sobreviveram os livros heráldicos de João Rodrigues e de António Rodrigues. Em 1521, António de Holanda foi nomeado Passavante por D. Manuel I, em 1534, Rei de Armas e, em 1536 Escrivão da Nobreza por D. João III.

### Brasil
No Brasil Império, houve dois Reis de Armas, Possidônio Carneiro da Fonseca Costa e Luís Aleixo Boulanger.

## Referencias
1. ↑  «Real Academia Heráldica de Pathros». Arquivado do original em 30 de maio de 2007
2. ↑  Diccionario enciclopédico popular ilustrado Salvat (1906-1914)
3. 1 2 3  «Real Academia Heráldica de Pathros»[ligação inativa]
4. ↑  DE SEIXAS, Miguel Metelo. HERÁLDICA NA VILA DE CASCAIS (PDF). [S.l.]: UNIVERSIDADE NOVA DE LISBOA. ISBN 978-972-637-337-7
5. ↑  Maria Luiza Zanatta de Souza, "A Viagem de Francisco de Holanda (c.1538-1540)", Revista Diálogos Mediterrânicos, nº 15 – Novembro/2018, pp. 11-30.
6. ↑  Filho, Franklin. «INTRODUÇÃO AO ESTUDO DA HERÁLDICA». Consultado em 13 de dezembro de 2024